# Mittelpöllnitz
Mittelpöllnitz ist eine Gemeinde im Nordosten des thüringischen Saale-Orla-Kreis. Sie hat etwa 320 Einwohner auf einer Fläche von 5,01 km².

## Geographie
Die Gemeinde Mittelpöllnitz liegt am Nordrand des Thüringer Schiefergebirges.

### Nachbargemeinden
Angrenzende Gemeinden sind Geroda und die Stadt Triptis im Saale-Orla-Kreis sowie Harth-Pöllnitz und Auma-Weidatal.

### Gemeindegliederung
Die Gemeinde besteht aus den Ortsteilen Porstendorf und Mittelpöllnitz.

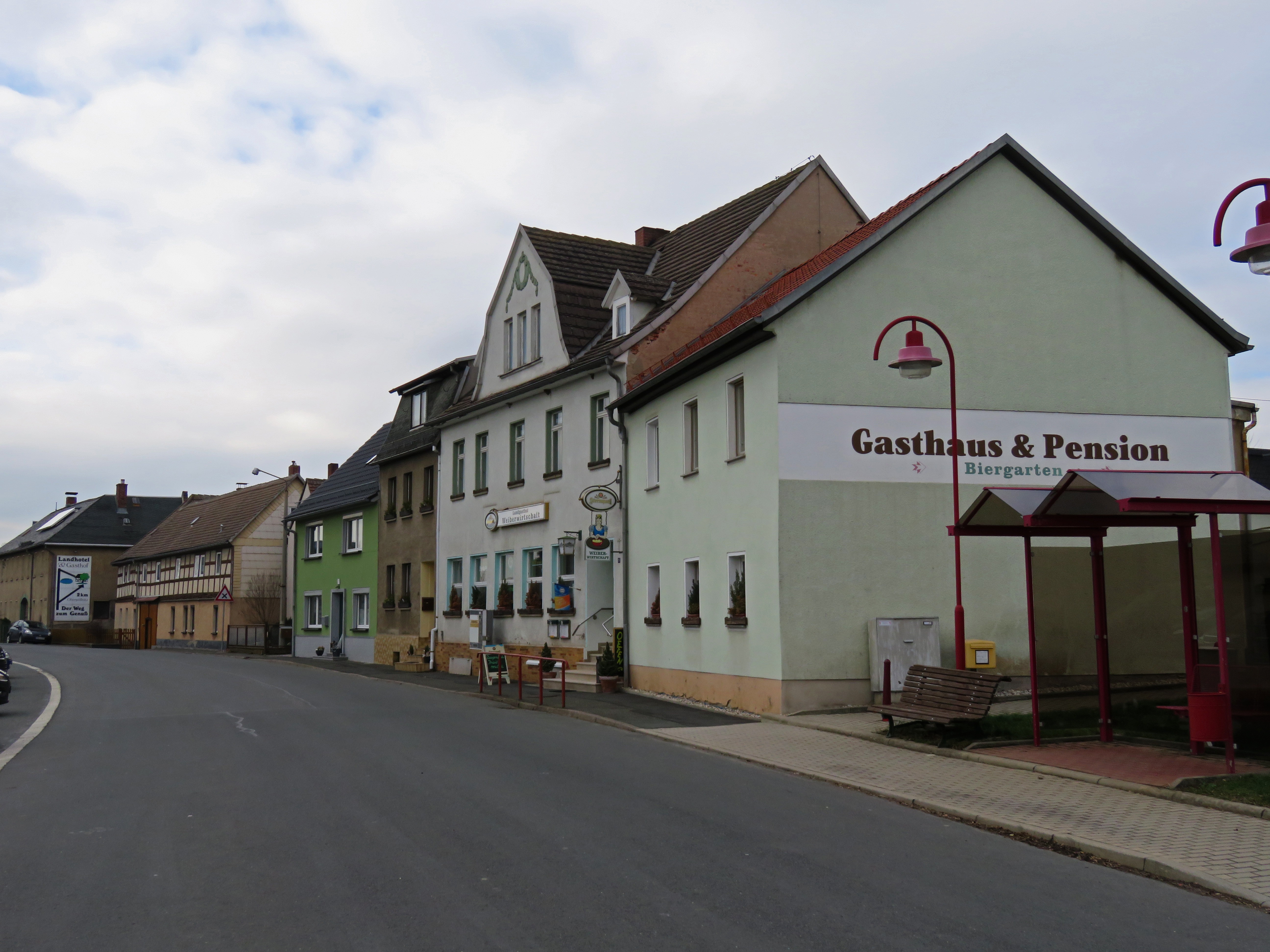
Hauptstraße von Mittelpöllnitz

## Geschichte
Mittelpöllnitz entstand wie die umliegenden Dörfer Nieder- und Oberpöllnitz als slawische Siedlung zwischen dem 9. und dem 12. Jahrhundert. Mittelpöllnitz wird erstmals 1238 unter dem Namen Polnic erwähnt. Der Name Pöllnitz kommt vom slawischen Wort Polnica, was auf Deutsch etwa „Fluss im offenen Gelände“ heißt und ursprünglich der Flurname für das Gebiet zwischen Triptis und Weida war. Über Polniz (1238), Mittelnpolnicz (1378) und Mittel-Bellnitz (1568) kam man 1611 zum jetzigen Ortsnamen Mittelpöllnitz. In diesem Zeitraum wurde wohl auch die Teichmühle als Mahl und Schneidemühle errichtet, denn 1570–1600 gehörte diese Mühle bereits dem Rittergut. 1682 fand eine Mühleninspektion durch einen Arnshaugker Amtmann statt. 1947 verstummte das Geräusch der Mühlenmaschinen im Dorf.
Durch den Ort führte eine wichtige Süd-Nord-Verbindung – die Handels- und Heerstraße von Regensburg nach Naumburg – sowie die West-Ost-Verbindung von Saalfeld nach Gera. Diese alten Handels- und Heerstraßen hoben die Bedeutung des Ortes, sie brachten in Kriegszeiten aber auch viel Leid und große Verluste bis zur Zerstörung.
Ab 1683 wurden die Heer- und Handelsstraßen von Gera nach Schleiz-Hof und Gera nach Saalfeld als Poststraßen von der reitenden und fahrenden Post genutzt. Damit gewann Mittelpöllnitz auch als „Postort“ an Bedeutung. Doch die günstige Lage an den Heer- und Handelsstraßen wurde 1806 wieder zum Verhängnis: Am 10. Oktober 1806 marschierten Napoleons Truppen in Mittelpöllnitz ein und plünderten die Höfe des Dorfes. Napoleon soll auf seinem Weg nach Auerstedt auch in Mittelpöllnitz übernachtet haben.
Am 6. Februar 1945 stürzte ein abgeschossenes amerikanisches B-17-Bombenflugzeug („Fliegende Festung“) bei Mittelpöllnitz ab.
Porstendorf wurde am 1. Juli 1950 eingemeindet.

### Einwohnerentwicklung
Entwicklung der Einwohnerzahl (jeweils 31. Dezember):
| - 1994: 327 - 1995: 322 - 1996: 311 - 1997: 317 - 1998: 323 - 1999: 327 | - 2000: 336 - 2001: 330 - 2002: 333 - 2003: 322 - 2004: 326 - 2005: 326 | - 2006: 326 - 2007: 319 - 2008: 309 - 2009: 301 - 2010: 290 - 2011: 278 | - 2012: 275 - 2013: 267 - 2014: 272 - 2015: 279 - 2016: 276 - 2017: 282 | - 2018: 285 - 2019: 285 - 2020: 286 - 2021: 282 - 2022: 274 - 2023: 273 |

 Datenquelle: Thüringer Landesamt für Statistik

## Wappen
| Wappen von Mittelpoellnitz | Blasonierung: „Halbgespalten und geteilt; oben rechts in Blau ein silberner Mühlstein, oben links in Rot ein silbernes Posthorn, unten in Silber ein blauer Sparren.“ |
| Wappen von Mittelpoellnitz | Wappenbegründung: Die beiden Ortsteile Mittelpöllnitz und Porstendorf gehörten zum Herrschaftsgebiet des Adelsgeschlechts von Pöllnitz. In Mittelpöllnitz existierte bis zum 19. Jh. eine Posthalterei an der Gabelung der beiden Postwege Leipzig-Nürnberg und Leipzig-Coburg. Dafür steht das Posthorn im Wappen. Im Ortsteil Porstendorf steht gewissermaßen als Wahrzeichen noch heute eine Wassermühle; der Mühlstein steht deshalb symbolisch für den Ortsteil Porstendorf. Der blaue Sparren auf silbernem Grund ist dem Stammwappen der Familie von Pöllnitz als einstige Grundherren entlehnt. Das Wappen wurde von dem Goßwitzer Manfred Fischer gestaltet. Es wurde am 6. November 1996 durch das Thüringische Landesverwaltungsamt genehmigt. |

Eine zugehörige Flagge ist rot-weiß gespalten und trägt das Wappen.

## Kultur und Sehenswürdigkeiten

### Bauwerke

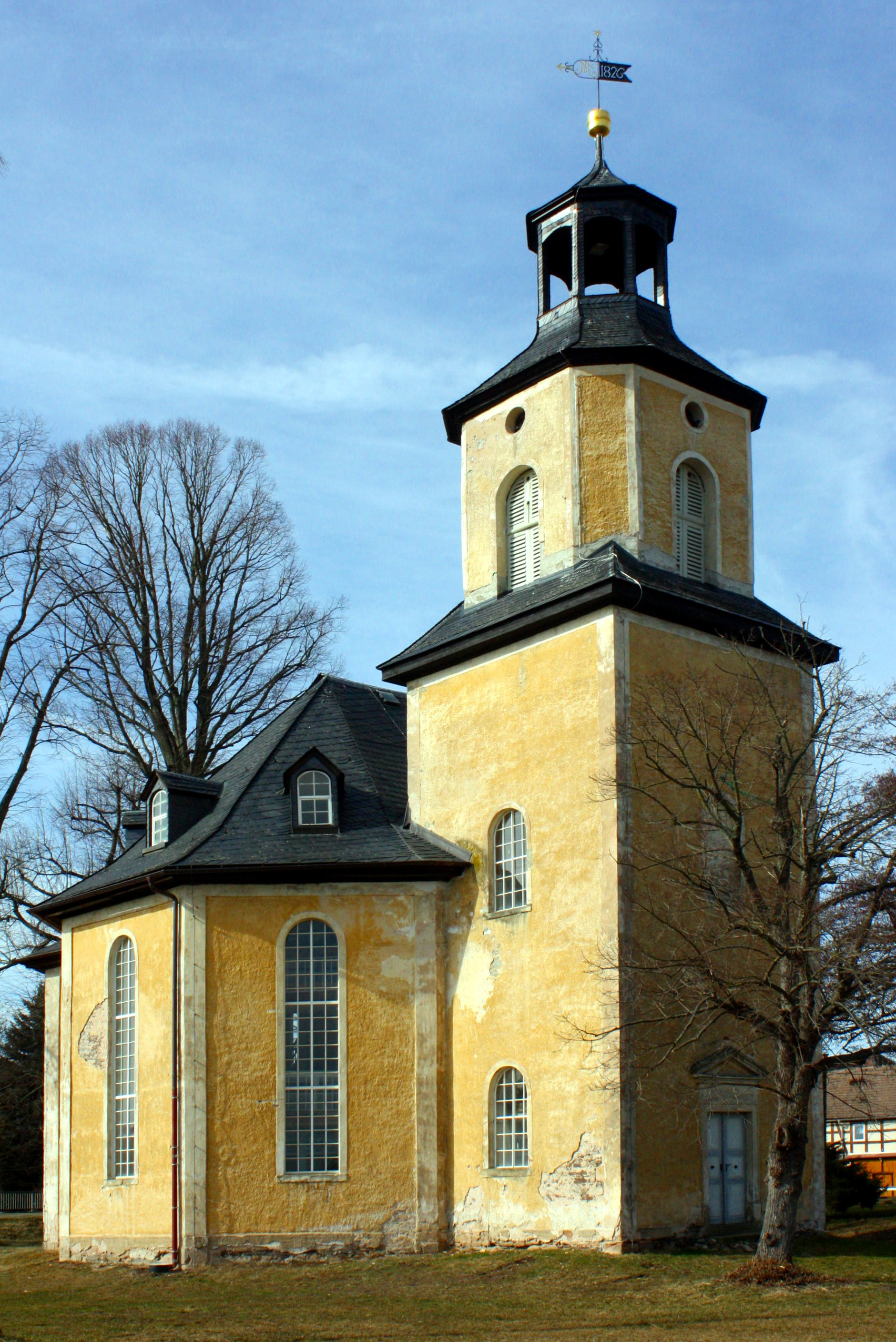
Blick auf die Kirche

Die Kirche in Mittelpöllnitz ist in der Umgebung bekannt wegen des 27 Meter hohen Kirchturms und des achteckigen Grundrisses des Kirchenschiffs.

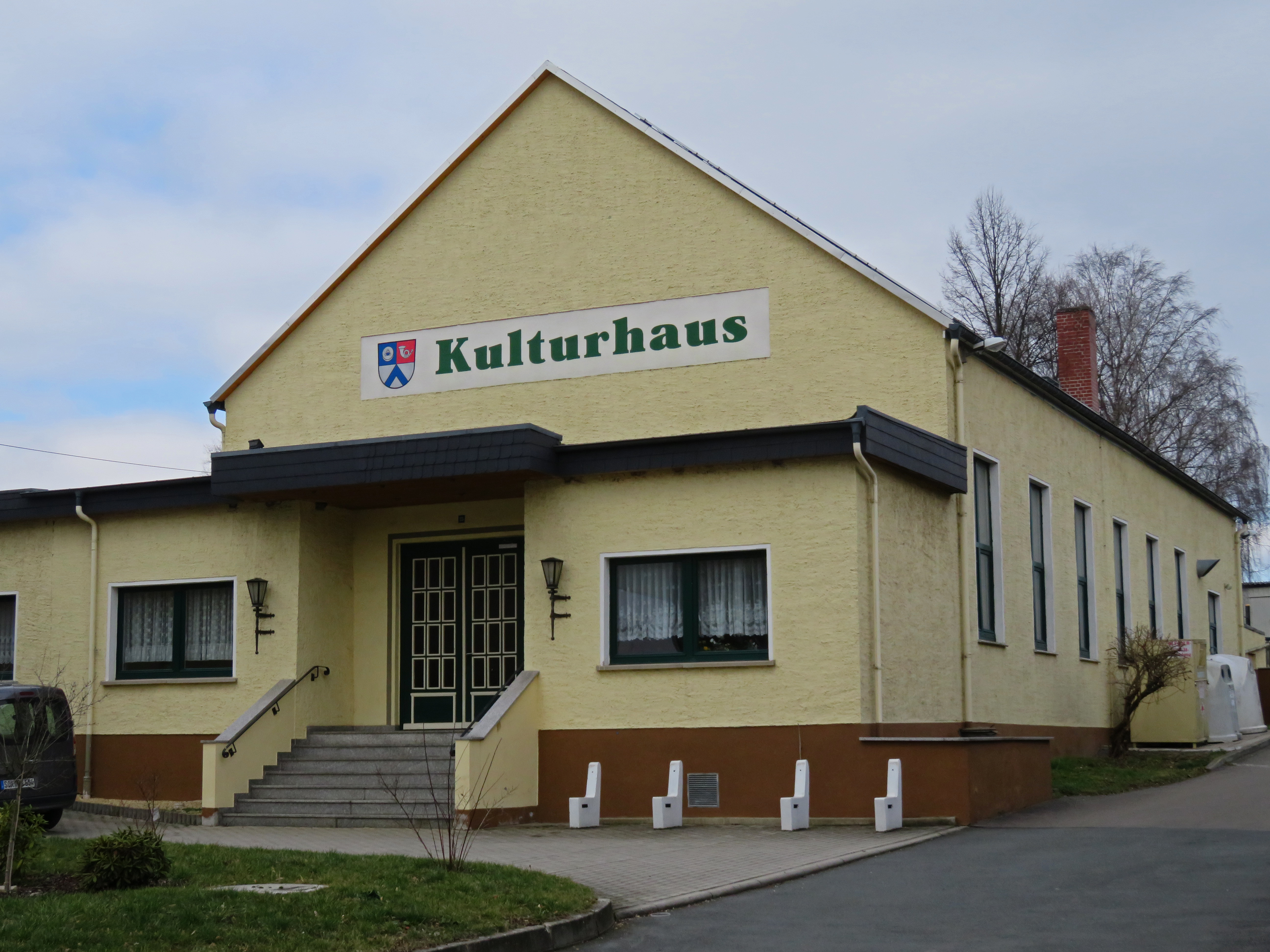
Kulturhaus in Mittelpöllnitz

Während der DDR-Zeit errichteten die Bewohner des Dorfes gemeinsam das Kulturhaus in der Dorfmitte, eine Schule, einen Kindergarten und ein Gebäude für den Jugendclub. Diese Einrichtungen werden – bis auf die Schule, die wegen sinkender Schülerzahlen geschlossen werden musste – noch heute genutzt. Der ebenfalls während DDR-Zeiten gebaute „Konsum“ wurde in den 1990er Jahren zu einem Feuerwehrhaus umgebaut.

### Sport
In der Dorfmitte liegt ein großer Sportplatz mit Fußballfeld, 60-m-Bahn, Beachvolleyball-Feld u. ä. Einrichtungen, die vor allem von der ortsansässigen Grundschule bis zu deren Schließung genutzt wurden. Die 60-m-Bahn wurde 2008 für das alljährliche Kegelturnier zu einer Kegelbahn umgewandelt.

### Regelmäßige Veranstaltungen
Jährliches Dorffest

## Verkehr
Südlich des Ortsteils Mittelpöllnitz mündete früher die Bundesstraße 281 in die Bundesstraße 2.
Im Jahr 2007 wurde eine Umgehungsstraße Richtung Triptis fertiggestellt. Die Bundesstraße 2 aus Richtung Gera trifft jetzt nordwestlich von Mittelpöllnitz auf die B 281 (Umgehungsstraße) in Richtung Saalfeld. Der Durchgangsverkehr wird damit am Ortskern vorbeigeleitet und Mittelpöllnitz ist besser an die Bundesautobahn 9 angebunden.